# Camila O'Gorman
María Camila O'Gorman (Buenos Aires, 9 de julio de 1825-Santos Lugares de Rosas, 18 de agosto de 1848) fue una joven argentina que protagonizó una trágica historia de amor durante el segundo gobierno de Juan Manuel de Rosas. Enamorada del sacerdote de su capilla, el tucumano Ladislao Gutiérrez, huyó con él el 12 de diciembre de 1847 para refugiarse en la ciudad de Goya, Corrientes. Finalmente fueron descubiertos y entregados al Gobierno, que decidió su fusilamiento.

## Primeros años

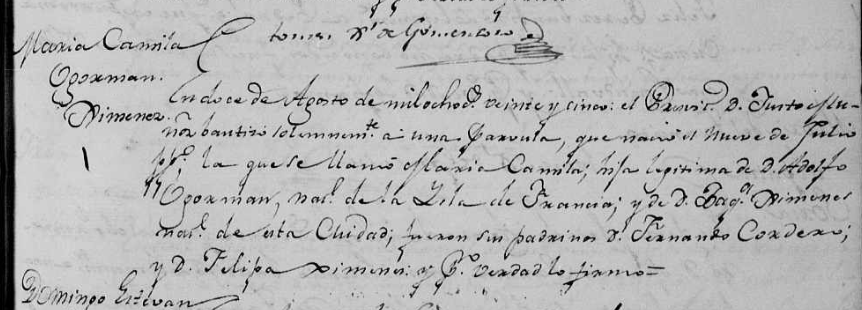
Acta del bautismo de Camila O'Gorman, realizado en la iglesia de Nuestra Señora de La Merced.

Nacida en Buenos Aires, fue bautizada el 12 de agosto de 1825, en la iglesia Nuestra Señora de La Merced, como María Camila. Era la hija menor de Adolfo O'Gorman (natural de la Isla de Francia) y Joaquina Ximénez Pinto (nacida en Buenos Aires). Fue la quinta de los seis hijos en una familia de clase alta, de ascendencia mixta irlandesa, francesa y española. Dos de sus hermanos, como era típico de las familias poderosas en la Argentina poscolonial, emprendieron respetables carreras en la sociedad argentina. Uno, Eduardo O'Gorman, buscó una posición en la orden jesuita, mientras que el otro, Enrique O'Gorman, estuvo al frente de la policía y de la penitenciaría, obtuvo general reconocimiento por su papel en la epidemia de fiebre amarilla en Buenos Aires y fue el fundador de la Academia de Policía de Buenos Aires. Camila era considerada un baluarte de la sociedad educada, y bailaba con frecuencia en fiestas formales en la sede del gobernador. También era amiga íntima y confidente de la hija de Rosas, la muy popular Manuelita.

## Escándalo público
En 1843, Camila O’Gorman (18) conoció al padre Ladislao Gutiérrez (19), un sacerdote jesuita que había asistido al seminario junto con su hermano Eduardo y que provenía de un entorno similar (su tío era el gobernador de la provincia de Tucumán). Había sido nombrado párroco de la familia O'Gorman, y pronto comenzó a ser invitado a la propiedad familiar de estos. Camila y Ladislao iniciaron rápidamente un romance clandestino.
Cuatro años después, el 12 de diciembre de 1847, a la madrugada, se fugaron a caballo. Su objetivo era llegar a la ciudad de Río de Janeiro (capital del Imperio de Brasil), donde habrían pasado desapercibidos. Pero, por razones que se desconocen, no siguieron viajando sino que se detuvieron en la villa de Goya, en la provincia de Corrientes (entonces bajo el control del gobernador Benjamín Virasoro, adicto a Rosas).
Ladislao adoptó el nombre de «Máximo Brandier», y Camila se hizo llamar «Valentina Desán». Decían venir de Salta, donde se dedicaban al comercio. Fundaron la primera escuela de la aldea en la propia casucha que arrendaban. Tanta fue la demanda que debieron mudarse dos veces a casas más grandes para albergar a más alumnos.
Cuando el escándalo se hizo público en Buenos Aires, algunos seguidores de Rosas sugirieron que había sido secuestrada.

## Prisión y fusilamiento
El 16 de junio de 1848 (siete meses después de la fuga) fueron juntos a una fiesta en una casa del pueblo. Allí el sacerdote irlandés Michael Miguel Gannon ―de paso por la villa― reconoció a Gutiérrez y lo denunció al juez de paz.
Fueron detenidos y separados. A Camila la mandaron a la casa de la familia Baibiene y pocos días después, por órdenes directas del gobernador de Corrientes, Benjamín Virasoro, fueron trasladados a la cárcel.
Ella negó haber sido violada, y afirmó ser la iniciadora del romance y la ideóloga de la fuga. Poco después fueron llevados de vuelta a Buenos Aires, para ser juzgados.
El gobernador Rosas era azuzado por los propios federales, e incluso por el padre de la joven, Adolfo O’Gorman.
El 3 de marzo de 1848, el político antirrosista Domingo Faustino Sarmiento (exiliado en Santiago de Chile) había escrito:

Ha llegado al extremo la horrible corrupción de costumbres bajo la tiranía espantosa del Calígula del Plata que los impíos y sacrílegos sacerdotes de Buenos Aires huyen con las niñas de la mejor sociedad, sin que el sátrapa infame adopte medida alguna contra esas mostruosas [sic] inmoralidades.
Domingo Faustino Sarmiento

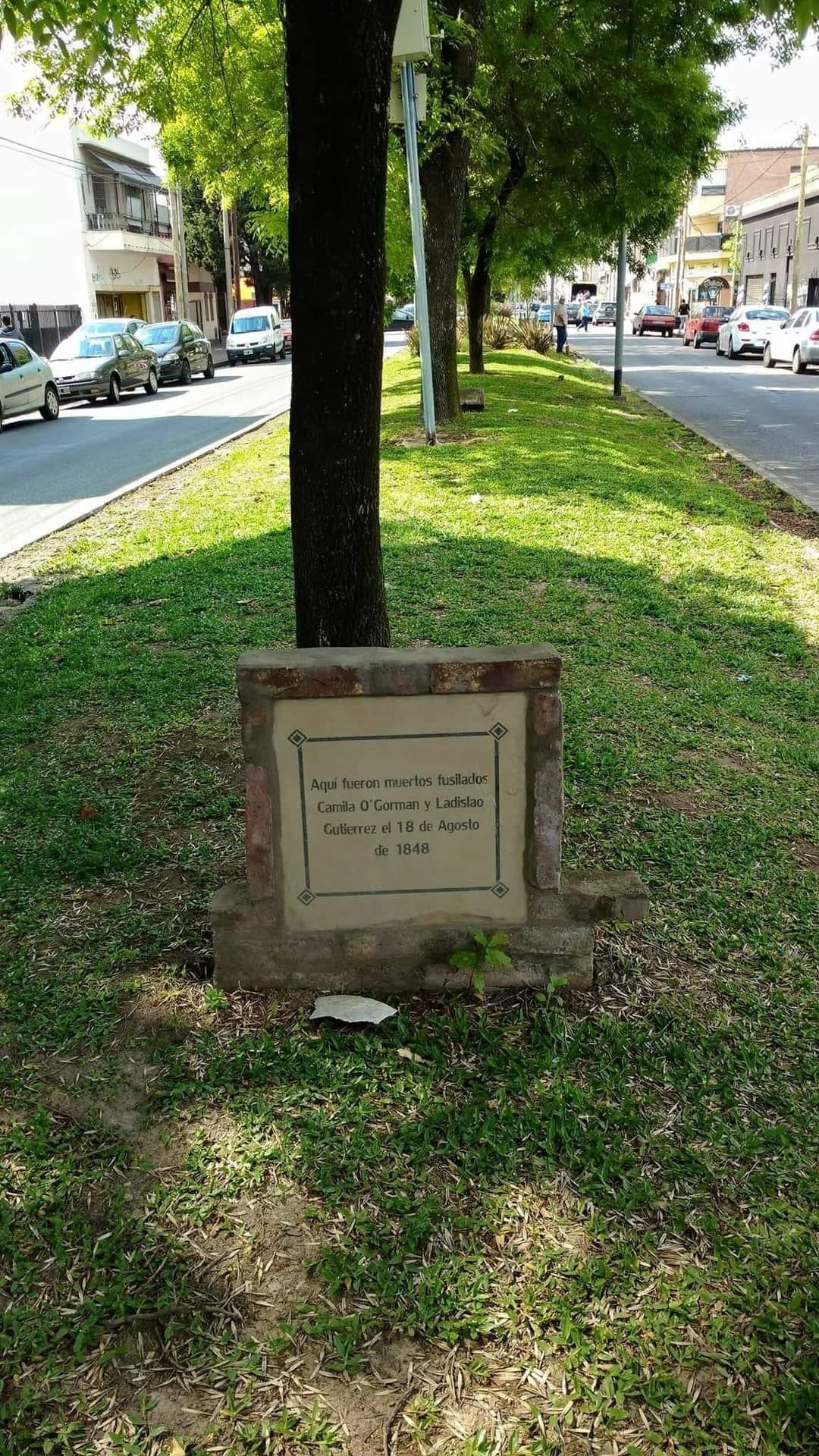
Placa recordatoria del lugar donde fueron fusilados Camila O'Gorman y Ladislao Gutiérrez.

Ante el clamor popular contra la violación de los votos de castidad del sacerdote y la mala reputación que se temía atrajera sobre la comunidad irlandesa, Rosas, aun contra la voluntad de su hija Manuelita ―amiga de Camila―, ordenó su fusilamiento, que se cumplió poco tiempo después en la mañana del 18 de agosto de 1848, en el cuartel general de Santos Lugares de Rosas. Actualmente se ubica el presunto lugar donde ocurrió la ejecución en la avenida Ayacucho entre las calles La Crujía y Libertad, localidad de San Andrés, partido de General San Martín.
El 26 de agosto de 1849, Domingo Faustino Sarmiento publicó en La Crónica de Montevideo la nota titulada «Camila O’Gorman», donde criticaba el salvajismo puesto de manifiesto en el fusilamiento de la joven.
Algunas versiones posteriores, luego reiteradas en las novelas y películas, pretendieron que estaba embarazada de ocho meses cuando fue fusilada, pero no existe registro, relato de testigos presenciales ni fuente histórica alguna que fundamente un embarazo tan avanzado y evidente, que probablemente habría llevado a desistir del cumplimiento de la sentencia. No obstante, debe señalarse que en las memorias del comandante de Santos Lugares, Antonino Reyes, se dice que Camila había declarado que estaba embarazada, y que el padre Castellanos, antes de su fusilamiento, le dio a beber agua bendita para bautizar a la criatura.
Algunos autores afirman que ninguna ley del derecho argentino o del derecho heredado de España autorizaba la pena de muerte por los actos cometidos, y que Gutiérrez debía ser entregado a la justicia eclesiástica, donde como autor del rapto sin violencia era pasible de la pena de confiscación de bienes conforme al Fuero Juzgo ley 1.ª, libro 3.°, título 3.° y, por tratarse de un clérigo liviano, debía ser castigado con degradación y destierro perpetuo. En cuanto a Camila, debía solamente ser enviada a su propia casa. El historiador José María Rosa, de la escuela del revisionismo histórico, afirma que las leyes vigentes sancionaban el sacrilegio del robo y escándalo relacionados con el caso con la pena de muerte, de acuerdo con las partidas 1 4-71, I 18-6 y VII 2-3, aplicables al caso.
Martín Ruiz Moreno en La Organización Nacional afirmó:

”Fue un asesinato vulgar. Sin proceso, juicio, defensa, ni audiencia”.

En una carta del 6 de marzo de 1870 dirigida a Federico Terrero, Rosas afirmó:

”Ninguna persona me aconsejó la ejecución del cura Gutiérrez y Camila O’Gorman, ni persona alguna me habló ni escribió en su favor. Por el contrario, todas las personas primeras del clérigo me hablaron o escribieron sobre ese atrevido crimen, y la urgente necesidad de un ejemplar castigo para prevenir otros escándalos semejantes o parecidos. Yo creía lo mismo. Y siendo mía la responsabilidad, ordené la ejecución”.

Los restos de Camila fueron trasladados el 2 de septiembre de 1852 a la bóveda familiar O'Gorman-Isla en el cementerio de la Recoleta.

## Historia llevada al cine
- Llevada al cine mudo por primera vez por el director Mario Gallo, con el título de Camila O´Gorman, protagonizada por Salvador Rosich y Blanca Podestá, estrenada el 22 de mayo de 1910, a tres días de celebrarse el Centenario, en el biógrafo Colón, en avenida de Mayo y Lorea, de la cual no quedan copias.

- En 1954, la historia de Camila O'Gorman estuvo a punto de ser llevada al cine bajo el título El destino, dirigida por Luis César Amadori y protagonizada por Zully Moreno, Carlos Cores y Alfredo Alcón.[10]

- Camila (1984, dirigida por María Luisa Bemberg), fue nominada al Oscar a la mejor película extranjera. Susú Pecoraro e Imanol Arias encarnaron a la joven y al párroco, respectivamente. Mona Maris aparece como Ana Perichon, "La Perichona", abuela paterna de Camila.